# Mahasoa Est
Mahasoa Est is een plaats en commune in het zuiden van Madagaskar, behorend tot het district Betroka, dat gelegen is in de regio Anosy. Tijdens een volkstelling in 2001 telde de plaats 4.311 inwoners.
De plaats biedt enkel lager onderwijs aan. 48% van de bevolking werkt er als landbouwer, 49% houdt zich bezig met veeteelt en 1% verdient zijn brood als visser. De meest belangrijke landbouwproducten zijn rijst en maniok, overige belangrijke producten zijn mais en uien. Verder is 2% actief in de dienstensector.